# Liste der geschützten Landschaftsbestandteile der Stadt Regensburg
In Regensburg gab es im März 2024 insgesamt 7 ausgewiesene geschützte Landschaftsbestandteile.

## Geschützte Landschaftsbestandteile
| Höhenrücken östlich des Ortsteiles Sallern                                 | BW | LB-00568 | Regensburg                   | ⊙ | 3,48 | 18. Juni 1991 |
| Königswiesen u. Deckbetten: Wäldchen westlich der Ziegetsdorfer Straße     | BW | LB-00566 | Regensburg                   | ⊙ | 1,45 | 18. Juni 1991 |
| Königswiesen und Dechbetten: Königswiesener Weiher                         | BW | LB-00569 | Regensburg                   | ⊙ | 3,44 | 18. Juni 1991 |
| Königswiesen und Dechbetten: Parkanlage bei der Städt. Baumschule          | BW | LB-00570 | Regensburg                   | ⊙ | 1,47 | 18. Juni 1991 |
| Orchideenstandort in der Tongrube Dechbetten                               | BW | LB-00571 | Regensburg                   | ⊙ | 1,49 | 30. Aug. 1994 |
| Trockenhänge bei Gallingkofen                                              | BW | LB-00601 | Regensburg Zwei Teilflächen: | ⊙ | 42,1 | 17. Nov. 1997 |
| Weintinger Hölzl m. Aubach, Islinger Mühlbach u. Quellgeb. Graben i. d. Au | BW | LB-00573 | Regensburg                   | ⊙ | 84,7 | 10. Mai 1994  |
| Legende für Geschützter Landschaftsbestandteil                             |    |          |                              |   |      |               |